# Eduardo A. Roca
Eduardo Alejandro Roca (15 de diciembre de 1921-15 de mayo de 2019) fue un abogado, académico y diplomático argentino.

## Biografía
Era sobrino nieto de Julio Argentino Roca. Se recibió de abogado en 1944 en la Facultad de Derecho y Ciencias Sociales de la Universidad de Buenos Aires (UBA).
Entre sus funciones públicas, fue Subsecretario de Justicia de la Nación (1962-1963) y Director del Banco Central de la República Argentina (1970-1971).
En 1966 fue nombrado embajador ante la OEA y en 1968 en Estados Unidos. En febrero y marzo de 1967, se realizó en Buenos Aires la II Conferencia Interamericana Extraordinaria de la OEA. Allí, el gobierno de facto de Onganía propuso la creación dentro del organismo americano de un Comité Consultivo de Defensa. El proyecto establecía que el comité asesoraría en problemas de colaboración militar y actuaría «como órgano de preparación para la legítima defensa contra la agresión». En una de sus exposiciones, el embajador Roca comentó que los problemas de seguridad y defensa «son, por naturaleza, problemas estratégicos primordiales para resolver en paz todos los otros que interesan a América». En un discurso en marzo, Roca habló de la «actividad subversiva», en lugar de posibles enemigos externos. Al momento de la votación, el proyecto presentado por la Argentina tuvo seis votos a favor, once en contra y tres abstenciones.
Fue miembro del Consejo Directivo de la Facultad de Derecho de la UBA y del Consejo Superior de la Facultad de Derecho de la misma casa de estudios entre 1960 y 1964. También ha sido profesor en la Facultad de Derecho de la Universidad Católica Argentina y cofundador del Consejo Argentino para las Relaciones Internacionales (CARI).

### Naciones Unidas
Fue Embajador de Argentina ante las Naciones Unidas durante unos meses durante el primer semestre de 1982. Fue nombrado en el cargo por su amigo, el entonces canciller Nicanor Costa Méndez. Asumió el cargo pocos días antes del inicio de la guerra de las Malvinas.
El 1 de abril de 1982, se realiza en el Consejo de Seguridad la Sesión 2345.ª ante la sospecha de una intervención militar argentina a las islas Malvinas. El presidente del Consejo, Gérard Kamanda wa Kamanda (de Zaire), invita a Roca a participar. Allí denunció lo que creía una agresión por parte británica por el incidente ocurrido en las Georgias del Sur el mes anterior, reclamando a su vez la soberanía argentina de esas islas y denunciando la actitud obstruccionista del Reino Unido para la resolución diplomática del problema histórico en torno a la soberanía de las islas del Atlántico Sur.
Al día siguiente, tras el éxito de la Operación Rosario (que dio inicio a la guerra), fue de nuevo invitado a la sesión por el presidente del Consejo. Allí acusó al Reino Unido de evadir la cuestión de la soberanía de las islas y la decisión del gobierno argentino de no aceptar los hechos formulados por el representante británico durante esta sesión y la anterior, emprendiendo para ello la "recuperación" de las islas en disputa en el Atlántico meridional.

Lo que debo informar al Consejo es que en el día de hoy el Gobierno argentino ha declarado la recuperación para su soberanía nacional de los territorios de las Islas Malvinas, Georgias del Sur y Sandwich del Sur, en un acto que responde a una justa reivindicación argentina y también en respuesta de legítima defensa ante los recientes hechos de agresión provocados por el Reino Unido.
Intervención de Eduardo Roca, representante permanente de Argentina en las Naciones Unidas.

Ya con la guerra en marcha, el entonces Secretario General Javier Pérez de Cuéllar lo convocó junto al embajador británico Anthony Parsons para intentar realizar una mediación. El 5 de mayo, condenó a Estados Unidos por su apoyo al Reino Unido y aceptó la intervención de la ONU como mediador. Por otra parte, consiguió un pronunciamiento del buró de coordinación del Movimiento de Países No Alineados a favor del reclamo argentino. También formó parte de las negociaciones que se intentaron dentro de la organización internacional y por parte de la representante estadounidense Jeane Kirkpatrick. En las negociaciones fue acompañado por el Subsecretario de Relaciones Exteriores Enrique J. Ros. A finales del mes de mayo, se retiró a Buenos Aires por problemas de salud y agotamiento.